# Antigon II. Gonat
Antigon II. Gonat (starogrško Ἀντίγονος Γονατᾶς, latinizirano: Antígonos Gonatás) je bil makedonski grški vladar, ki je po dolgem obdobju anarhije in kaosa utrdil oblast Antigonidske dinastije v Makedoniji. Slaven je postal po svoji zmagi proti Galcem, ki so vdrli na Balkan, * okoli 320 pr. n. št., † 239 pr. n. št.

## Rojstvo in družina
Antigon Gonat je bil rojen okoli leta 320 pr. n. št. Izvor njegovega helenističnega vzdevka Gonat(as) ni znan. Tako po očetovi kot po materini strani  je izhajal iz diadohov, naslednikov Aleksandra Velikega. Njegov oče je bil Demetrij Poliorket, sin Antigona I. Monoftalma, ki je takrat vladal v velikem delu Azije. Njegova mati je bila Antipatrova hči Fila. Njen oče je od leta 334 pr. n. št. vladal v Makedoniji in preostali Grčiji, ona sama pa je bila priznana kot regentka teoretično še združenega cesarstva. Antigonov stric je bil Antipatrov najstarejši sin Kasander, ki je leta 305 pr. n. št. postal makedonski kralj. V letu Antigonovega rojstva je Antipater umrl, kar je povzročilo nadaljnje boje za ozemlje in prevlado. 
Kariera Antigonovega starega očeta Antigona Monoftalma in očeta je kazala velika nihanja v obsegu njunega ozemlja. Potem ko je bil Antigon Monoftalm bližje kot kdorkoli drugi ponovni združitvi Aleksandrovega imperija, je bil poražen in ubit v veliki bitki pri Ipsu leta 301 pr. n. št. Ozemlje, na katerem je vladal, je bilo razdeljeno med njegove sovražnike Kasandra, Ptolemaja, Lizimaha in Selevka. 

## Demetrijev general
Usoda Antigona Gonata, zdaj starega 18 let, je bila tesno povezana z usodo njegovega očeta Demetrija, ki je z 9.000 vojaki pobegnil iz bitke pri Ipsu. Ljubosumje med zmagovalci je  Demetriju sčasoma omogočilo, da si je povrnil del oblasti, ki jo je izgubil njegov oče. Osvojil je Atene in leta 294 pr. n. št. od Kasandrovega sina Aleksandra prevzel prestol Makedonije. 
Ker je bil Antigon Gonat Antipatrov vnuk in po materi Kasandrov nečak, je njegova prisotnost pripomogla k spravi podpornikov teh nekdanjih kraljev z vladavino njegovega očeta. 
Leta 292 pr. n. št. je Demetrij med vojno v Beociji prejel novico, da je Lizimaha, vladarja Trakije in sovražnika njegovega očeta, ujel vladar Getov Dromihet. V upanju, da bo osvojil Lizimahova ozemlja v Trakiji in Aziji, je Demetrij poveljstvo nad svojimi silami v Beociji prenesel na Antigona in sam takoj odkorakal proti severu. Medtem ko je bil odsoten, je v Beociji izbruhnil upor. Uporniki so se po Antigonovem napadu umaknili v Tebe. 
Demetrij  se je po neuspešnem pohodu v Trakijo pridružil sinu pri obleganju Teb. Ker so Tebanci trmasto branili svoje mesto, je Demetrij pogosto prisilil svoje može, da so napadli mesto z veliko žrtvami, čeprav je bilo malo upanja, da bi ga zavzeli. Pravijo, da je Antigon v stiski zaradi velikih izgub vprašal svojega očeta, zakaj dovoli tako veliko in nepotrebno izgubo življenj. Očetu ni bilo veliko niti do življenj njegovih vojakov niti do svojega in je bil med obleganjem hudo ranjen s puščico v vrat. 
Leta 291 pr. n. št. je Demetrij končno zavzel mesto, potem ko je z oblegovalnimi napravami porušil njegovo obzidje. Nadzor nad Makedonijo in večino Grčije je bil le odskočna deska za njegove načrte za nadaljnje osvajanje, katerega cilj je bil nič manj kot oživitev Aleksandrovega imperija. Med pripravami za uresničitev načrta je naročil gradnjo flote 500 ladij, med njimi veliko neverjetno velikih. 
Priprave in njihov očiten namen so seveda vznemirile Selevka, Ptolemaja, Lizimaha in Pira, ki so takoj sklenili zavezništvo. Spomladi 288 pr. n. št. se je Ptolemajeva flota pojavila pred Grčijo in spodbudila grška mesta k uporu. Istočasno je Lizimah napadel Makedonijo z vzhoda, Pir pa z zahoda. Demetrij je prepustil Antigonu oblast nad preostalo Grčijo, sam pa je pohitel v Makedonijo. 
Makedonci, jezni zaradi Demetrijeve ekstravagance in arogance, niso bili pripravljeni na težke pohode v njegovem imenu. Leta 287 pr. n. št. je Pir zavzel makedonsko mesto Berojo in Demetrijeva vojska je takoj prestopila na njegovo stran. Makedonci so Pira zelo občudovali zaradi njegovega poguma. Antigonova mati Fila se je po tej spremembi vojne sreče ubila s strupom. Medtem so se uprle tudi Atene. Demetrij se je zato vrnil in oblegal mesto, vendar je kmalu postal nepotrpežljiv in se odločil, da bo vodenje vojne v Grčiji prepustil Antigonu, sam pa je zbral vse svoje ladje in nanje vkrcal 11.000 pešcev in vso svojo konjenico, da bi napadel Lizimahovi provinci Karijo in Lidijo. 
Lizimah in Selevk sta pregnala Demetrijevo vojsko čez Anatolijo do gorovja Taurus, v Grčiji pa je bil Antigon uspešen. Pregnal je  Ptolemajevo ladjevje in Atene so se predale. 

## Vmesno obdobje
Leta 285 pr. n. št. se je Demetrij, izčrpan zaradi brezplodnega pohoda, predal Selevku. Svojemu sinu in svojim poveljnikom v Atenah in Korintu je pisal, naj ga odslej imajo za mrtvega in naj ignorirajo vsa pisma z njegovim pečatom, ki bi jih morda prejeli. Makedonija je bila medtem razdeljena med Pira in Lizimaha, ki sta se vedla "kot dva volka, ki si delita kos mesa", in se kmalu zatem  spopadla. Lizimah je izgnal Pira in zavzel celotno kraljestvo. 
Po ujetju njegovega očeta se je Antigon izkazal za vestnega sina. Pisal je vsem kraljem, še posebej Selevku, in jim ponudil predajo vsega svojega ozemlja in samega sebe predlagal za talca za očetovo izpustitev, vendar brez uspeha. Leta 283 pr. n. št. je Demetrij I. Makedonski v starosti 55 let umrl v ujetništvu v Siriji. Ko je Antigon izvedel, da mu pripeljejo očetove posmrtne ostanke, je s celotno floto odplul na morje, blizu Kikladov srečal Selevkove ladje in z veliko slovesnostjo odnesel relikvije v Korint. Potem so posmrtne ostanke pokopali v mestu Demetrias, ki ga je njegov oče ustanovil v Tesaliji. 
Leta 282 pr. n. št. je Selevk napovedal vojno Lizimahu in ga naslednje leto premagal in ubil v bitki pri Korupediju v Lidiji. Nato se je vrnil v Evropo in zase zahteval Trakijo in Makedonijo, vendar ga je Ptolemajev sin  Ptolemej Keravn umoril in sam zasedel makedonski prestol. Antigon se je odločil, da je napočil čas, da sam prevzame očetovo kraljestvo. Na pohodu proti severu je Ptolemej Keravn premagal njegovo vojsko. 
Ptolemejev uspeh je bil kratkotrajen. Pozimi leta 279 pr. n. št. je velika horda Galcev pod vodstvom Brena vdrla v Makedonijo s severa, porazila Ptolemejevo vojsko in ga v bitki ubila. V kraljestvu se je začelo dveletno obdobje popolne anarhije. Po plenjenju Makedonije so Galci vdrli v severno Grčijo in se pomikali proti jugu. Antigon je sodeloval pri obrambi Grčije pred barbari, v kateri so imeli največ zaslug Etolci. Leta 278 pr. n. št. je Galce pri Termopilah in Delfih zaustavila grška vojska z velikim etolskim kontingentom. Galcem je zadala velike izgube in jih prisilila k umiku. 
Naslednje leto (277 pr. n. št.) je Antigon odplul do Helesponta in pristal blizu Lizimahije na vratu Trakijskega Hersona (zdaj Galipoli, Turčija). Vračajočim se Galcem pod Ceretrijevim poveljstvom je postavil zasedo. Zapustil je tabor in svoje ladje in se s svojimi vojaki skril.  Ko so Galci izropali tabor in začeli napadati ladje, jih je napadel in uničil. Po odmevni zmagi  je še okrepil svoje zahteve po makedonskem prestolu. Približno v tem času je Antigonova žena Fila rodila njegovega sina in naslednika Demetrija II. Etolika.

## Osvojitev makedonskega prestola
Makedonski plemič Sosten je uspel do neke mere obvladati Galce, Antigon pa je bil tisti, ki jih je dokončno premagal pri Lizimahiji in osvobodil Makedonce dolgoletnega terorja, stisk in anarhije. Kot sin Demetrija I., ki je več let vladal Makedoniji, je imel Antigon legitimne pravice do makedonskega prestola, zlasti zdaj, ko so Makedonci v njem videli svojega rešitelja.
Po zmagi nad Galci je Antigon odkorakal proti Makedoniji in se na poti spopadal z drugimi kandidati za makedonski prestol. Najprej je premagal Kasandrovega nečaka Antipatra Etezija in nato iz države izgnal Ptolemaja Epigona, sina Lizimaha in Arsinoje. Obstajala sta še dva pretendenta, Aleksander in Arhidej, ki bi lahko bila ista oseba. Potem ko ju je premagal, je kot zadnja ovira ostal tiran iz Kasandrije Apolodor.
Antigon je deset mesecev oblegal Kasandrijo, vendar ni mogel pregnati Apolodorja in njegove vojske. Antigon se je nato zatekel k zvijači. Z Apolodorjem se je začel pogajati in med pogajanji napadel mesto in ga zavzel. Do konca leta 276 pr. n. št. je prevzel oblast nad večino Makedonije.

## Kralj Makedonije

### Antigon proti Piru
Pir, kralj Epira, zahodnega soseda Makedonije, je bil general izjemnih sposobnosti, splošno znan po svojem pogumu, vendar svojih talentov ni uporabil razumno. Antigon ga je primerjal s kockarjem, ki ima odlične zadetke, vendar jih ne zna izkoristiti. Ko so Galci premagali Ptolemeja Keravna in je makedonski prestol ostal prazen, je bil Pir zaposlen s svojimi prekomorskimi pohodi. V upanju, da bo osvojil najprej Italijo in nato severno Afriko, se je zapletel v vojne z Rimom in Kartagino, dvema najmočnejšima državama v zahodnem Sredozemlju. Nato je s svojim ošabnim obnašanjem izgubil tudi podporo grških mest v Italiji in na Siciliji. Ker je potreboval okrepitve, je prosil  Antigona za vojsko in denar, kar je Antigon vljudno zavrnil. Leta 275 pr. n. št. so se Rimljani spopadli s Pirom v bitki pri Beneventu, ki se je končala neodločeno, čeprav so mnogi sodobni viri napačno trdili, da je Pir bitko izgubil. Pir, izčrpan zaradi vojn na Siciliji in predhodnih "Pirovih zmag" nad Rimljani, se je odločil končati svojo kampanjo v Italiji in se vrniti v Epir. 
Pirov umik iz Italije je za Antigona pomenil veliko težavo. Pir je moral po vrnitvi  v Epir zaposliti in plačati vojsko 8.000 pešcev in petsto konj, kar  ga je spodbudilo k iskanju nove vojne. Naslednje leto je k svoji vojski dodal galske plačance in vdrl v Makedonijo, da s plenom napolni svojo blagajno. Kampanja je uspela bolje od pričakovanj. Ko je osvojil več mest in se mu je pridružilo dva tisoč makedonskih dezerterjev, so njegovi upi začeli rasti. Začel je iskati Antigona in napadel njegovo vojsko v ozkem prehodu pri reki Aous. Antigonove makedonske čete so se umaknile in nazadnje dezertirale k Piru, on sam pa je pobegnil. Pir pa je prevzel oblast nad zgornjo Makedonijo in Tesalijo, na pa tudi nad obalnimi mesti.
Pir je nato zapravil svojo zmago. Po zasedbi  starodavne makedonske prestolnice Ege je njegova galska  garnizija opustošila  grobnice makedonskih kraljev, v katerih je iskala zlato, s čimer je močno užalila Makedonce. Pirova druga napaka je bila, da ni zasedel obalnih mest in se zadovoljil z žalitvami. Antigona je označil za brezsramnega človeka, ki še vedno nosi škrlat, vendar ni naredil veliko, da bi uničil ostanke njegove moči. 
Še preden je bil pohod končan, se je Pir lotil novega. Leta 272 pr. n. št. ga je špartanski plemič Kleonim pozval, naj napade Lakonijo in njega postavi na špartanski prestol. Pir je zbral je vojsko 25.000 pešcev, dva tisoč konj in štiriindvajset slonov, vdrl na Peloponez in zasedel Megalopoli v Arkadiji. Antigon je po ponovni zasedbi dela Makedonije zbral vse sile in odplul v Grčijo, da bi se mu zoperstavil. Ker je bil velik del špartanske vojske pod vodstvom kralja Areja takrat na Kreti, je Pir upal, da bo zlahka zasedel Šparto. Meščani so se mu žilavo upirali dovolj dolgo, da jim je prišel na pomoč eden od Antigonovih generalov s plačanci iz Korinta, kmalu zatem pa še  Arej z 2.000 možmi. Pir je zaradi izgub in dezerterstva prekinil obleganje in začel pleniti po Peloponezu. 
Drugo najpomembnejše peloponeško mesto za Šparto je bil Argos, kjer sta se za oblast potegovala Aristip in Aristej. Aristip je bil Antigonov zaveznik, zato je Aristej povabil Pira, naj pride v Argos in mu pomaga priti na oblast. Antigon je vedel, da Pir prodira proti Argosu, zato se je tja odpravil tudi sam s svojo vojsko. Ko je Pir izvedel za Antigonov prihod, se je utaboril v okolici  Navplija in naslednji dan preko glasnika Antigona označil za strahopetca in ga pozval na bitko na odprtem polju. Antigon mu je odgovoril, da bo sam izbral trenutek za boj in da Pir, če je utrujen od življenja, lahko najde veliko načinov za svojo smrt. 
Argejci so zaradi strahu, da bo njihovo ozemlje postalo vojno območje, k obema kraljema poslali poslance in ju prosili, naj odideta in dovolita, da njihovo mesto ostane nevtralno. Oba kralja sta se strinjala, Antigon pa je svojo obljubo potrdil s predajo svojega sina za talca, s čimer je pridobil zaupanje Argejcev. Pir, ki je nedavno med umikom iz Šparte izgubil sina, tega ni storil in je dejansko nameraval z Aristejevo pomočjo zasesti mesto. Aristej mu je sredi noči odprl mestna vrata in Pirovi Galci so vdrli v mesto in zasedli tržnico, potem pa so se začele težave, ker sloni niso mogli skozi ozka mestna vrata. To je dalo Argejcem dovolj čas, da organizirajo obrambo in za pomoč zaprosijo Antigona. 
Ko se je zdanilo in je Pir videl, kako velika je nasprotnikova vojska, se je odločil za umik iz mesta. Umik je bil zaradi ozkih mestnih vrat in slonov zelo težaven, zato je poslal sporočilo svojemu sinu Helenu, ki je bil z glavnino vojske izven mesta, naj poruši del mestnega obzidja. Helen se je zaradi napačno prenesenega sporočila odločil za napad na Antigonovo vojsko.  Ko so nekateri Pirovi vojaki poskušali priti iz mesta, drugi pa so poskušali priti vanj, je v Pirovi vojski nastala zmeda, ki so jo še povečali podivjani sloni. V tem kaosu je Pira zadel strešnik, ki ga ja nanj vrgla starejša ženska. Padec s konja je Piru zlomil hrbtenico, potem pa ga je ubil eden od Antigonovih vojakov in ga obglavil. Po Pirovi smrti se je njegova vojska vdala Antigonu, njegovo telo pa so slovesno kremirali. Provega sina Helena so sprejeli kot častnega gosta in ga nato z očetovim pepelom poslali domov v Epir. 
Antigonove težave z Epirom se s tem niso končale. Makedonijo je kmalu zatem napadel in zasedel Pirov sin Aleksander, katerega je nekaj let kasneje izgnal Antigonov sin Demetrij. Aleksander ni izgubil samo Makedonije, ampak tudi Epir in je moral v izgnanstvo v Akarnanijo. Njegovo izgnanstvo ni trajalo dolgo, saj so morali Makedonci zaradi pritiska Aleksandrovih zaveznikov zapustiti Epir. Zdi se, da je Aleksander umrl okoli leta 242 pr. n. št. in pustil svojo državo pod regentstvom svoje žene Olimpije, ki si je želela imeti dobre odnose z mogočno sosedo Makedonijo. Prijateljstvo so potrdili s poroko regentkine hčerke Ftije in Antigonovim sinom in dedičem Demetrijem.

### Hremonidska vojna
Z vrnitvijo ozemelj, ki jih je zavzel Pir, in s hvaležnimi zavezniki v Šparti in Argosu ter garnizijami v Korintu in drugih mestih je lahko Antigon varno vladal v Makedoniji in Grčiji. Način njegovega vladanja je kazal, da se je želel izogniti spremenljivi sreči, značilni za karieri njegovega očeta in starega očeta. Ker se je zavedal, da imajo Grki radi svobodo in avtonomijo, je oboje dopuščal, če le ni škodilo njegovi oblasti. Zavedal se je tudi, da neposredni vladarji pri Grkih niso priljubljeni, zato jim je raje vladal preko svojih posrednikov. Polibij o tem  pravi: "Nihče ni nikoli postavil bolj absolutnih vladarjev v Grčiji kot Antigon". Med tirani, ki jih je postavil ali podpiral Antigon, so bili Kleon (Sikion, okoli 300–280 pr. n. št.), Evtidem in Timokleid (Sikion okoli 280–270 pr. n. št.), Iseas (Kerineja, odstopil 275 pr. n. št.), Aristotim (Elis, umorjen 272 pr. n. št.), Aristip starejši (Argos, od 272 pr. n. št.), Abantida (Sikion, 264–252 pr. n. št.), Aristodem Dobri (Megalopoli, umorjen 252 pr. n. št.), Paseas (Sikion, 252–251 pr. n. št.), Nikoklej (Sikion, 251 pr. n. št.), Aristomah (Argos, umorjen 240 pr. n. št.), Lidiad (Megalopoli, ok. 245–235 pr. n. št.) in Aristip (Argos, 240–235 pr. n. št.).  
Naslednja faza Antigonove kariere ni dokumentirana. Vse tisto, kar je znano,  je povzeto iz nekaj zgodovinskih fragmentov. Zdi se, da je bil v zelo dobrih odnosih z Antiohom, selevkidskim vladarjem Azije, čigar ljubezen do Antigonove sestre Stratonike je zelo znana. Njuno zavezništvo je seveda ogrožalo tretjo državo naslednico, Ptolemajev Egipt. V Grčiji Atene in Šparta, nekoč prevladujoči državi, seveda nista bili naklonjeni Antigonovi prevladi. Ponos, ki je ti mesti v preteklosti naredil za smrtna sovražnika, ju je zdaj združil. Leta 267 pr. n. št., verjetno s spodbudo iz Egipta, je Atenec Hremonid prepričal Atence, da so se pridružili Špartancem, ki so napovedali vojno Antigonu. 
Makedonski kralj je  na vojno napoved odgovoril tako, da je z vojsko opustošil ozemlje Aten in jih blokiral na morju. Na tem pohodu je uničil tudi Pozejdonov gaj in tempelj blizu meje z Megaro. Da bi podprl Atence in preprečil, da bi Antigonova moč preveč zrasla, je egiptovski kralj Ptolemaj II. Filadelf poslal floto, da bi prebila blokado. Egiptovski admiral Patroklej je pristal na majhnem nenaseljenem otoku blizu Lavrija in ga utrdil kot oporišče za pomorske operacije. Ptolemaj II. ni mogel rešiti Aten pred Antigonom. Leta 263/262 ali 262/261 pr. n. št. so Atenci in Špartanci, utrujeni od večletne vojne in opustošenja njihovih dežel, sklenili mir z Antigonom, ki je tako obdržal Grčijo.  
Ptolemaj II. se je še naprej vmešaval v zadeve Grčije, kar je  leta 261 pr. n. št. pripeljalo do nove vojne. Po dveh letih, v katerih se ni skoraj nič spremenilo, je novi selevkidski kralj Antioh II. Teos, sklenil vojaški sporazum z Antigonom in začela se je druga sirska vojna. V njunem napadu je Egipt izgubil oblast v Anatoliji in Feniciji. Mesto Milet, ki ga je držal selevkidski zaveznik Timarh, je zasedel Antioh II. Leta 255 pr. n. št. je Ptolemaj II. Filadelf sklenil mir, odstopil ozemlja Selevkidom in potrdil Antigonovo oblast v Grčiji.  
Dve leti pozneje se je Ptolemaj II. znova vmešal v grške zadeve in s svojimi subvencijami napeljal makedonskega guvernerja Korinta in Evbeje Aleksandra, da je izzval svojega kralja in si prizadeval zavladati kot neodvisen tiran. Aleksandrov upor je bil najresnejša grožnja makedonski hegemoniji v Grčiji. Ker so bili Antigonovi vojaški posegi neuspešni, se je Antigon II. leta 247 pr. n. št. odločil, da bo izdajalca zastrupil. S poroko svojega naslednika Demetrija II. Etolika z Aleksandrovo vdovo Nikejo je pozimi 245/244 pr. n. št. ponovno prevzel oblast nad Korintom.  

### Aratov upor
Potem ko je uspešno odbil zunanjo grožnjo njegovi oblasti nad  Grčijo, je glavna nevarnost za Antigonovo oblast postala grška ljubezen do svobode. Leta 251 pr. n. št. je Arat, mlad plemič iz Sikiona, izgnal tirana Nikokleja, ki je vladal z Antigonovo privolitvijo, osvobodil ujetnika in odpoklical izgnance. Njegovo dejanje je v mestu povzročilo zmedo in razkol. Arat je zaradi strahu pred Antigonovo intervencijo zaprosil za pridružitev mesta k Ahajski zvezi nekaj majhnih ahajskih mest na Peloponezu.  
Antigon je namesto sile uporabil zvijačo. Mladeniča je poskušal pridobiti na svojo stran z darilom 25 talentov srebra (okoli 650 kg), ki jih je Arat takoj razdelil meščanom, da ga bogastvo ne bi pokvarilo. S tem denarjem in tistim, ki ga je prejel od Ptolemaja II. Filadelfa, mu je uspelo pomiriti različne struje v Sikionu in združiti mesto.  
Antigona je naraščajoča moč in priljubljenost Arata začela vznemirjati.  Če bi mladenič od Ptolemeja prejel obsežno vojaško in finančno podporo, bi lahko ogrozil njegov položaj. Odločil se je, da ga bodisi pridobi na svojo stran ali pa ga vsaj diskreditira pri Ptolomeju. Izkazovati mu je začel veliko naklonjenost, daroval bogovom v Korintu, ga obdaroval in hvalil. Ptolemaj je temu le napol verjel. 
Arat še zdaleč ni postal Antigonov prijatelj, ker ga je imel za zatiralca svobode svojega mesta. Leta 243 pr. n. št. je v nočnem napadu zasedel strateško pomembno utrdbo Akrokorint, s katero je Antigon nadziral Korintsko ožino in s tem Peloponez. Ko so za njegov uspeh izvedeli Korinčani, so se uprli tudi oni, strmoglavili Antigonovo stranko in se pridružili Ahajski zvezi.  Arat je nato zavzel pristanišče Lehaj in zajel 25 Antigonovih ladij.  
Ti uspehi so sprožili splošno vstajo proti makedonski oblasti. Ahajski zvezi so se pridružili tudi Megarci, Troezenci in Epidavri.  S to povečano silo je Arat vdrl na ozemlje Aten in izropal Salamino. Vse ujete atenske svobodnjake je brez odkupnine poslal nazaj k Atencem, da bi jih spodbudil, da se pridružijo uporu. Makedonci so uspeli obdržali Atene in severno Grčijo.  

## Odnosi s filozofi
Antigon se je na dvoru obdal s krogom uglednih intelektualcev in filozofov, zlasti s tistimi, povezanimi z megarsko, pironistično, cinično in stoiško šolo.
Megarski filozof Evfant je bil Antigonov učitelj in mu posvetil zelo priljubljeno delo o kraljevanju. Antigon se je posvetoval z Menedemom iz Eretrije, uglednim članom Fedonove filozofske šole, in poznal pironističnega filozofa Timona iz Flija. Ko je eklektični filozof Bion iz Boristena zbolel, mu je Antigon poslal dva služabnika, da sta ga negovala, kasneje pa naj bi ga obiskal tudi on sam. Nazadnje se je Antigon najbolj povezal s stoiki.

## Odnosi z Indijo
Antigon je omenjen v Ašokovih ediktih kot eden od prejemnikov budističnega prozelitizma indijskega cesarja Ašoke.

## Smrt in ocena
Antigon je umrl leta 239 pr. n. št. v starosti 80 let in zapustil svoje kraljestvo sinu Demetriju II., ki naj bi vladal naslednjih 10 let. Razen v kratkem obdobju, ko je premagal Galce, ni bil niti junak niti  uspešen vojskovodja. Njegove sposobnosti so bile predvsem politične. Pri doseganju ciljev se je zanašal na zvitost, potrpežljivost in vztrajnost. Medtem ko so bolj briljantni voditelji, kot sta bila njegov oče Demetrij in njegov sosed Pir, ciljali više in padali niže, je Antigon dosegel določeno mero varnosti. O njem pravijo tudi, da si je pridobil naklonjenost svojih podložnikov s svojo poštenostjo in gojenjem umetnosti, kar  je uspel doseči tako, da je okrog sebe zbiral ugledne literate, filozofe, pesnike in zgodovinarje. Grobnica v Vergini naj bi bila njegova.  

## Antigon v umetnosti
Antigonovo življenje je osnova zgodbe libreta Antigon Pietra Metastasia, ki ga je prvi  uglasbil Johann Adolph Hasse leta 1744. Tako kot večino Metastasievih libretov so tudi Antigona uglasbili številni drugi skladatelji 18. stoletja, med njimi Christoph Willibald Gluck leta 1756 in Josef Mysliveček leta 1780.